# Klatremus og de andre dyr i Hakkebakkeskoven
|  | For den norske film fra 2017, se Dyrene i Hakkebakkeskoven (film) |
Klatremus og de andre dyr i Hakkebakkeskoven (originaltitel Klatremus og de andre dyrene i Hakkebakkeskogen), ofte blot omtalt som Dyrene i Hakkebakkeskoven, er en fortælling fra 1953, der er skrevet og illustreret af den norske forfatter og tegner Thorbjørn Egner (1912–1990). 
Egner præsenterede historien gennem daglige episoder i NRKs radioprogram Barnetimen for de minste første gang i 1952. Melodierne til Egners viser fra Hakkebakkeskoven blev komponeret af ham selv og Christian Hartmann. I 1953 blev fortællingen udgivet som børnebog.
Den mundtlige fortælleform fra Barnetimen i radioen præger også teksten i bogen. Hovedfigurerne er dyr som repræsenterer forskellige mennesketyper, og Hakkebakkeskoven kan tolkes som en menneskeverden i miniature. Hakkebakkeskovens love, som for øvrigt bryder med naturens, formidler moralen i historien: at alle skal være venner og ingen skal spise hinanden.
Det var Egners vise "Bamses fødselsdag" og de navnløse dyr den fortæller om, som skal have inspireret forfatteren til at digte videre om Klatremus og de andre dyr i Hakkebakkeskoven. Visen blev skrevet til Barnetimen for de minste og udgivet første gang i Nye viser fra barnetimen i 1952.